# Potamophylax coronavirus
Potamophylax coronavirus (лат.) — вид ручейников рода Potamophylax из семейства Limnephilidae. Эндемик Европы. Видовое название связано с пандемией коронавируса, в период которой авторы проводили исследование.

## Распространение и экология
Европа: Национальный парк «Bjeshkët e Nemuna» (Республика Косово). Места обнаружения и отбора проб представляют собой открытые родниковые ручьевые зоны, расположенные выше 2000 м над уровнем моря. В субстрате ручьёв вблизи мест отбора проб преобладали мезо- и макролиталы, окруженные прибрежной растительностью. Этот вид был собран в конце сентября, в октябре, ноябре и начале декабря, что означает, что у него осенний период лёта.

## Описание
Длина переднего крыла самцов 10 — 11,5 мм. Голова, усики и ноги коричневые, переднегрудь, склериты средне- и заднегруди и тазики от тёмно-коричневого до чёрного; бёдра и голени коричневые, лапки к вершине постепенно темнеют. Крылья тёмно-коричневые с тёмными щетинками. Нижнечелюстные щупики 3-члениковые, формул шпор 1-3-4.
Морфологически сходен с Potamophylax juliani Kumanski, 1999 (Болгария) и Potamophylax winneguthi Klapalek, 1902 (Сербия, Босния и Герцеговина). Potamophylax coronavirus включён в видовую группу Potamophylax winneguthi.

## Таксономия и этимология
Вид был впервые описан в 2021 году по материалам, найденным в Национальном парке «Bjeshkët e Nemuna» (Республика Косово). Поскольку работа проводилась в 2020 году в условиях карантина, связанного с пандемией коронавируса SARS-CoV-2, авторы решили дать новому виду соответствующее название.